# Hey! Say! Jump-ing Tour '08-'09
『Hey! Say! Jump-ing Tour '08-'09』（ヘイセイジャンピングツアー）は、Hey! Say! JUMP 通算2枚目のライブDVD。2009年4月29日発売。発売元はジェイ・ストーム。

## 概要
コンサートは2008年12月20日から2009年1月5日まで、大阪城ホール・日本ガイシホール・横浜アリーナの3会場にて開催された。このうちDVDでは、横浜アリーナでの最終公演の映像が収録されている。
全10公演で14万人以上を動員した。

## 収録曲
1. OVERTURE
2. Ultra Music Power
3. Dreams come true
4. Your Seed
5. FLY
6. ワンダーランド・トレイン - Hey! Say! 7
7. 麗しのBad Girl
8. Moonlight
9. カワイイ君のことだもの
10. Deep night 君思う
11. 真夜中のシャドーボーイ
12. スクール革命
13. 太陽にLOVE MOTION!
14. Star Time
15. HONEY BEAT（V6）
16. ハダシの未来（嵐）
17. ス・リ・ル - Hey! Say! BEST
18. Switch - Hey! Say! BEST
19. 蜘蛛の糸
20. 愛しのプレイガール
21. SUMMARYメドレー
22. 冒険ライダー
23. Hey! Say! - Hey! Say! 7
24. Memories
25. 勇気100％
26. トビラの向こう
27. Ultra Music Power
28. Dreams come true